# Apărătorii Patriei (stație de metrou)
Apărătorii Patriei este o stație de metrou din București.
În anul 2012, muncitorii care construiau Piața Apărătorii Patriei au descoperit o intrare "secretă" în stația de metrou, care nu a fost inaugurată. Fostul primar al Sectorului 4, Cristian Popescu Piedone, a declarat că intrarea va fi prin piață și că va avea scară rulantă.
A fost construită pe vremea lui Ceaușescu, în anul 1986 și este a doua intrare a stației de metrou.
După câteva luni de la descoperirea intrării în stația de metrou, a fost inaugurată tuturor oamenilor din piață.